# Костаков Володимир Микитович
Володимир Микитович Костаков (1911, місто Орел, тепер Російська Федерація — ?) — радянський партійний і комсомольський діяч, 1-й секретар ЦК ЛКСМУ Молдавії, 1-й секретар Сімферопольського міського комітету КПРС. Депутат Верховної ради Молдавської РСР 2-го скликання.

## Біографія
Освіта неповна середня. У 1927—1928 роках — чорнороб Орловського міського комунального відділу; в 1928—1930 роках — булочник Центрального робітничого кооперативу в місті Орлі. У 1929 році вступив до комсомолу.
У 1930—1931 роках — голова правління житлово-кооперативного товариства імені Леніна в місті Орлі.
Член ВКП(б) з 1931 року.
У 1931—1932 роках — заступник директора Орловської міжрайонної інкубаторної станції.
З лютого до жовтня 1932 року — завідувач організаційного відділу Орловської міськжитлоспілки.
У жовтні 1932 — червні 1933 року — секретар комітету ВЛКСМ навчального комбінату станції Орел Московсько-Курської залізниці.
З червня 1933 по січень 1934 року — завідувач організаційно-інструкторського відділу Орловського міського комітету ВЛКСМ.
У січні 1934 — січні 1936 року — заступник директора із політичної частини навчального комбінату станції Орел.
У січні — липні 1936 року — комсорг ЦК ВЛКСМ вагонної дільниці станції Орел Дзержинської залізниці.
З липня 1936 по вересень 1937 року — помічник начальника по комсомолу політичного відділу станції Верхів'я Дзержинської залізниці Орловської області.
З вересня 1937 по липень 1938 року — помічник по комсомолу начальника політичного відділу Дзержинської залізниці в Москві.
З липня 1938 по вересень 1941 року працював у політичному управлінні Народного комісаріату шляхів сполучення СРСР у Москві: відповідальний парторганізатор, помічник начальника по комсомолу.
У вересні — жовтні 1941 року — помічник начальника по комсомолу в політичному відділі будівництва № 7 міста Москви.
З жовтня 1941 по лютий 1942 року — помічник начальника по комсомолу в політичному відділі Ленінської залізниці в Москві.
У лютому 1942 — червні 1943 року — 1-й секретар Ярославського обласного комітету ВЛКСМ.
У 1943—1945 роках — завідувач організаційно-інструкторського відділу ЦК ВЛКСМ.
У 1945—1947 роках — 1-й секретар ЦК ЛКСМ Молдавії.
З 1947 року заочно навчався в педагогічному інституті.
З грудня 1947 по серпень 1948 року — завідувач сектора комсомольських кадрів Управління кадрів ЦК ВКП(б). З серпня 1948 по серпень 1949 року — заступник завідувача сектора комсомольських органів відділу партійних, профспілкових і комсомольських органів ЦК ВКП(б).
У 1949 — січні 1950 року — 2-й секретар Сімферопольського міського комітету ВКП(б) Кримської області.
У січні 1950 — 1954 року — 1-й секретар Сімферопольського міського комітету ВКП(б) (КПРС) Кримської області.
У 1954—1956 роках — секретар виконавчого комітету Кримської обласної ради депутатів трудящих.
Подальша доля невідома.

## Нагороди
- орден Трудового Червоного Прапора (23.10.1948)
- медаль «За трудову доблесть» (1939)
- медаль «За оборону Москви»
- медаль «За перемогу над Німеччиною у Великій Вітчизняній війні 1941—1945 рр.» (1945)
- медалі